# Hemignathus lucidus
Hemignathus lucidus (en Hawái llamado Nukupuu) es una especie extinta de ave perteneciente a la familia de los fringílidos. Los últimos avistamientos datan de 1860.

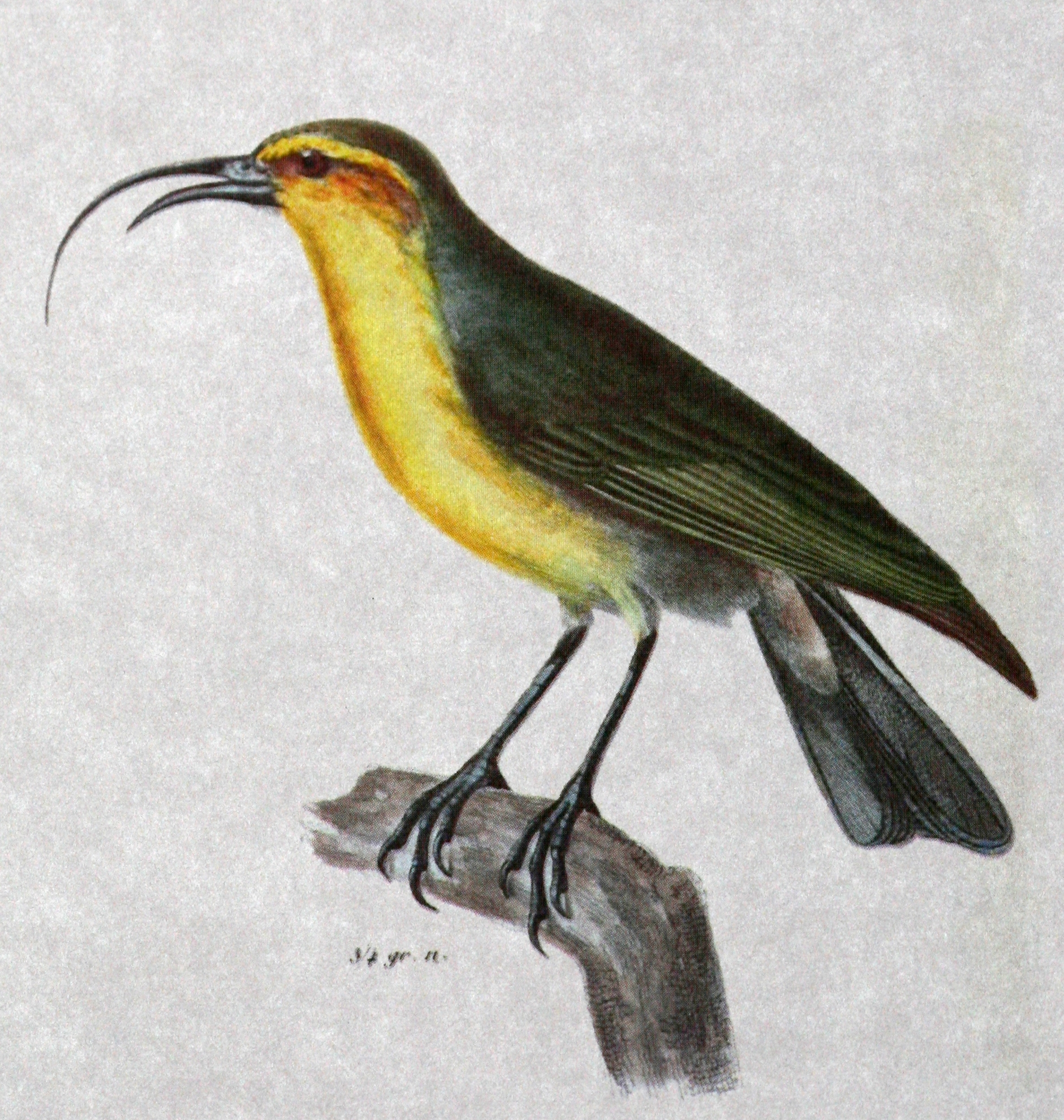
Ilustración de 1893.

Vivía en bosques tropicales y subtropicales húmedos a 1450-2000 m de altitud (Maui) o entre 1000 y 1300 m (Kauai).
Era endémica de las Islas Hawái: Kauai, Oahu y Maui.
Se extinguió probablemente por pérdida de hábitat.

## Subespecies
- Hemignathus lucidus affinis † (Rothschild, 1893)
- Hemignathus lucidus hanapepe † (S. B. Wilson, 1889)
- Hemignathus lucidus lucidus  † (Lichtenstein, 1839)[4][5]